# Ebrahim Javadi
Ebrahim Javadi (persa: ابراهیم جوادی)  (Qazvín, 28 de juliol de 1943) és un lluitador iranià, ja retirat, especialista en lluita lliure, que va competir durant les dècades de 1960 i 1970.
El 1972 va prendre part en els Jocs Olímpics d'Estiu de Múnic, on guanyà la medalla de bronze en la competició del pes mini mosca del programa lluita lliure.
En el seu palmarès també destaquen quatre medalles d'or al Campionat del Món entre 1969 i 1973, així com dues medalles d'or als Jocs Asiàtics, el 1970 i 1974. El 2011 fou inclòs al Saló de la Fama de la United World Wrestling.